# Slag ingraverade på Triumfbågen
Det finns 158 slag ingraverade på Triumfbågen i Paris. De representerar viktiga slag från Första franska republiken (1792–1804) och Första franska kejsardömet (1804–1815).

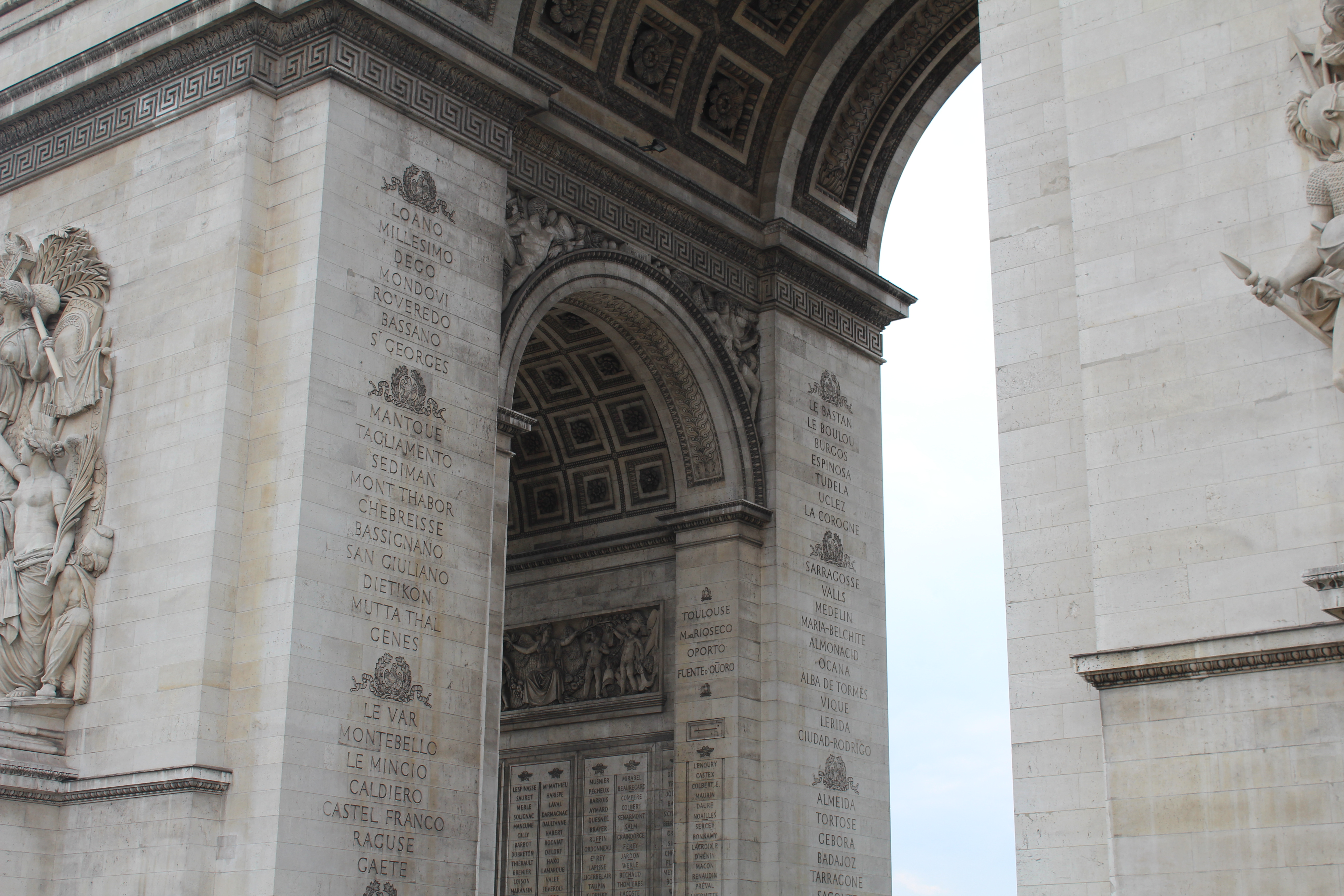
Stora valven 96 slag.
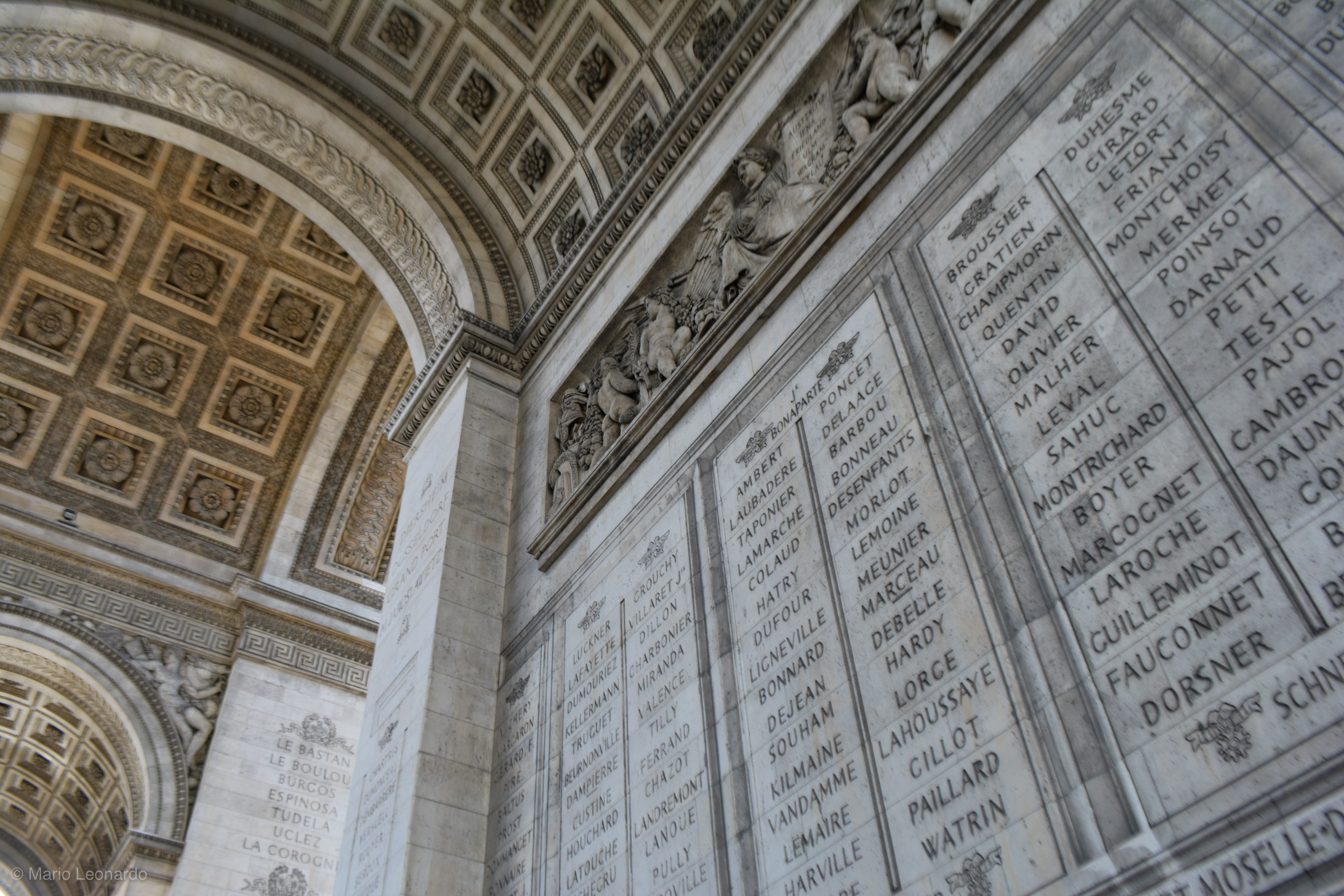
Små valven 32 slag.
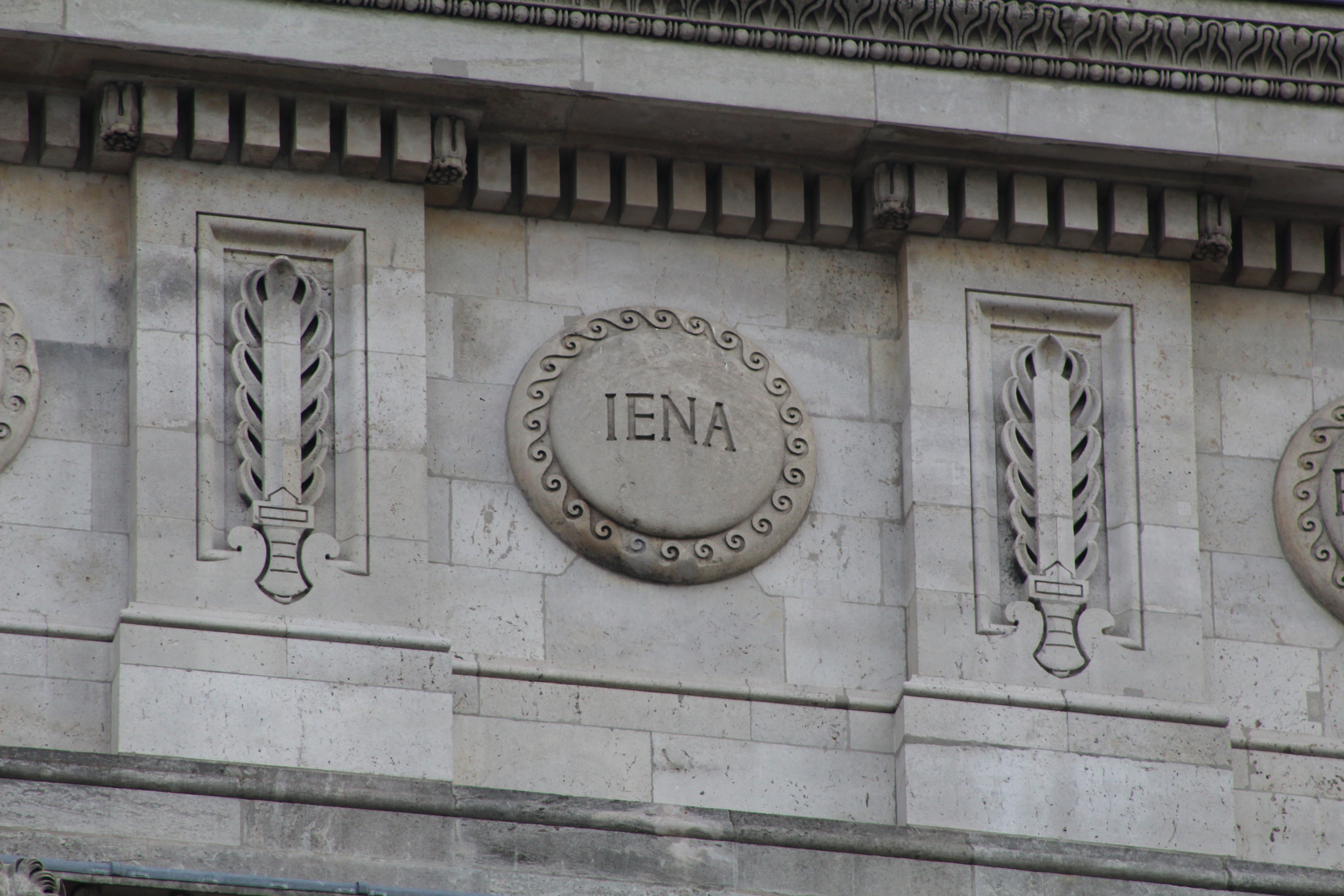
Attikan 30 slag.

## Stora valven

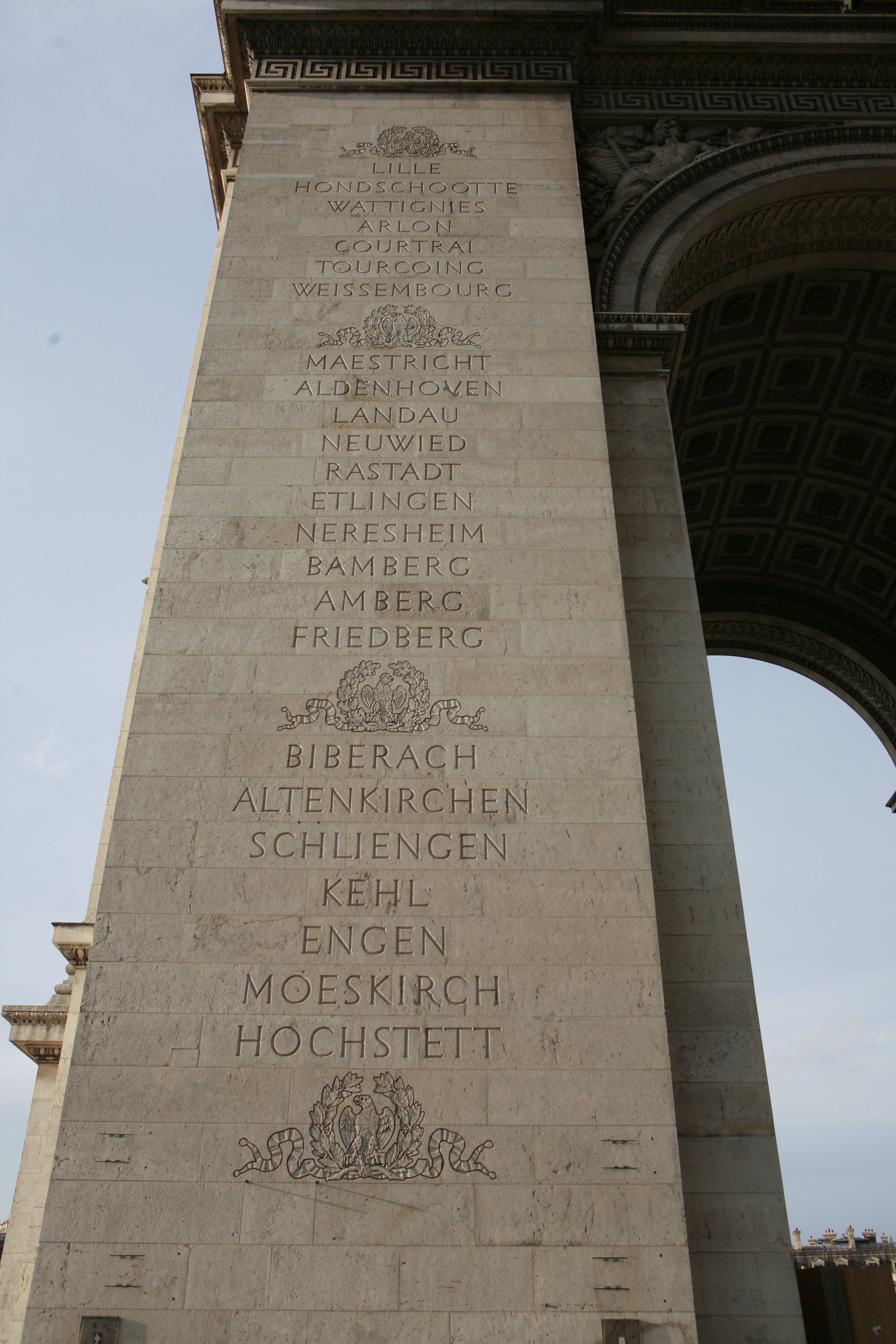
Norra pelaren.
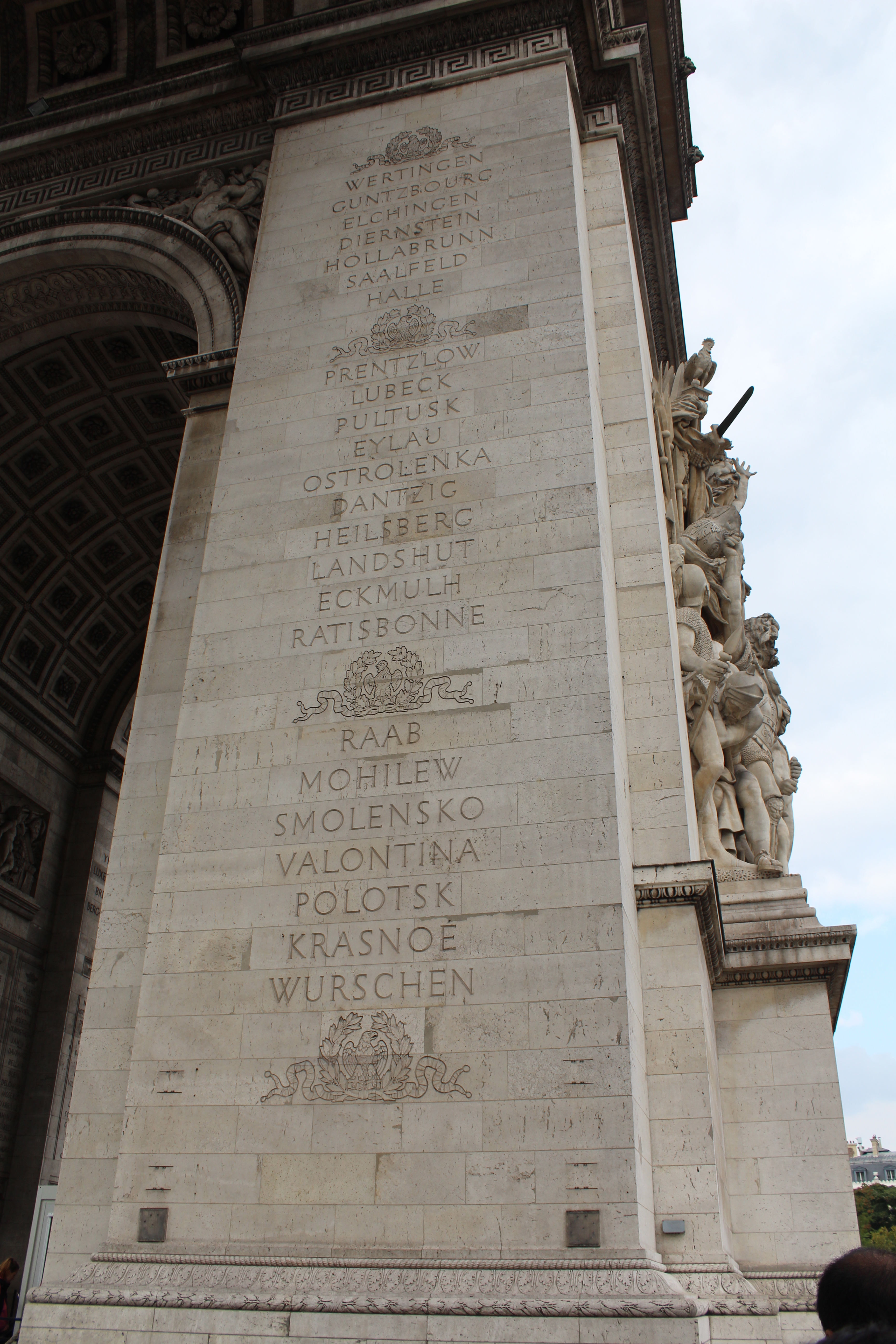
Östra pelaren.
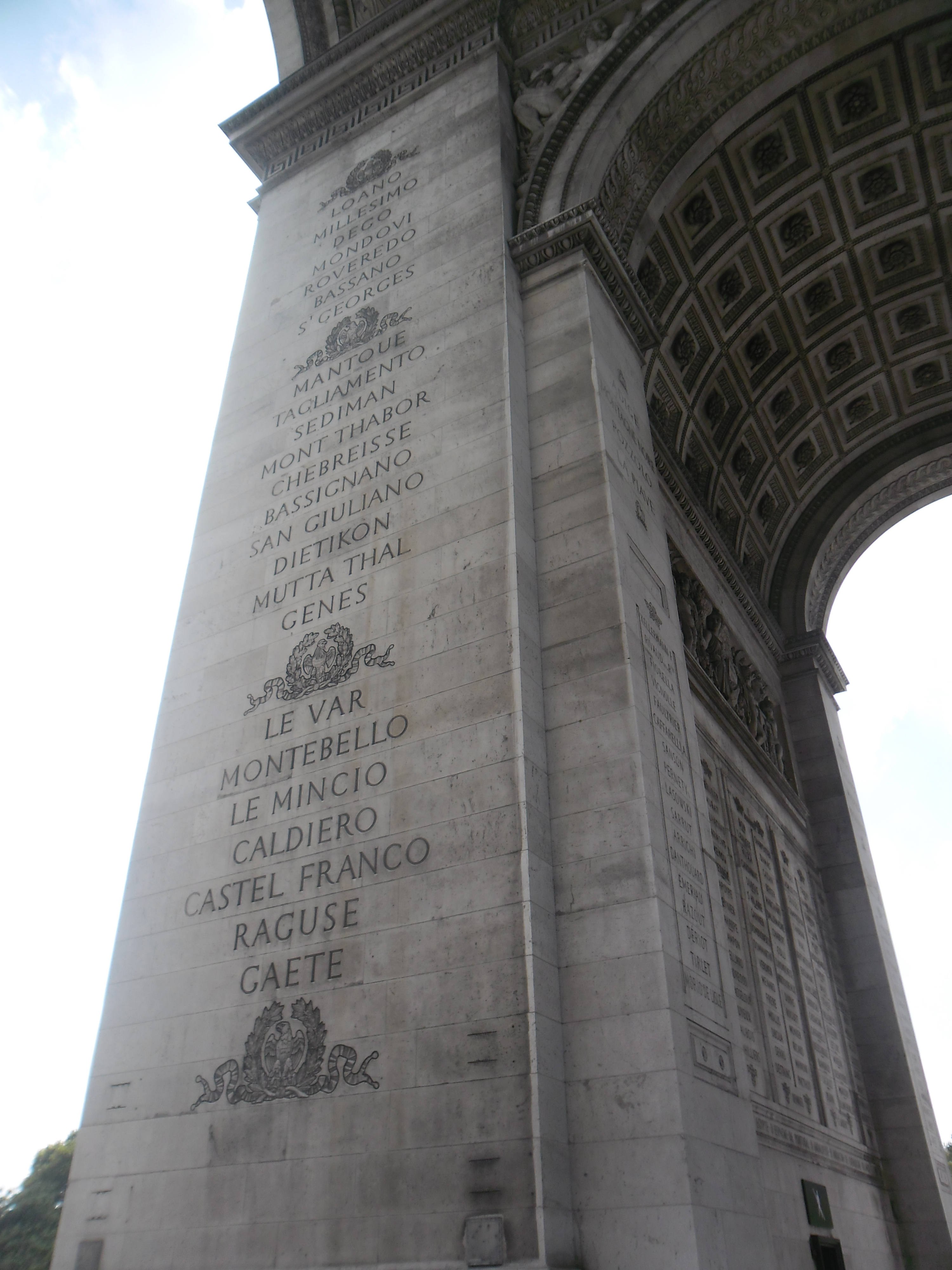
Södra pelaren.
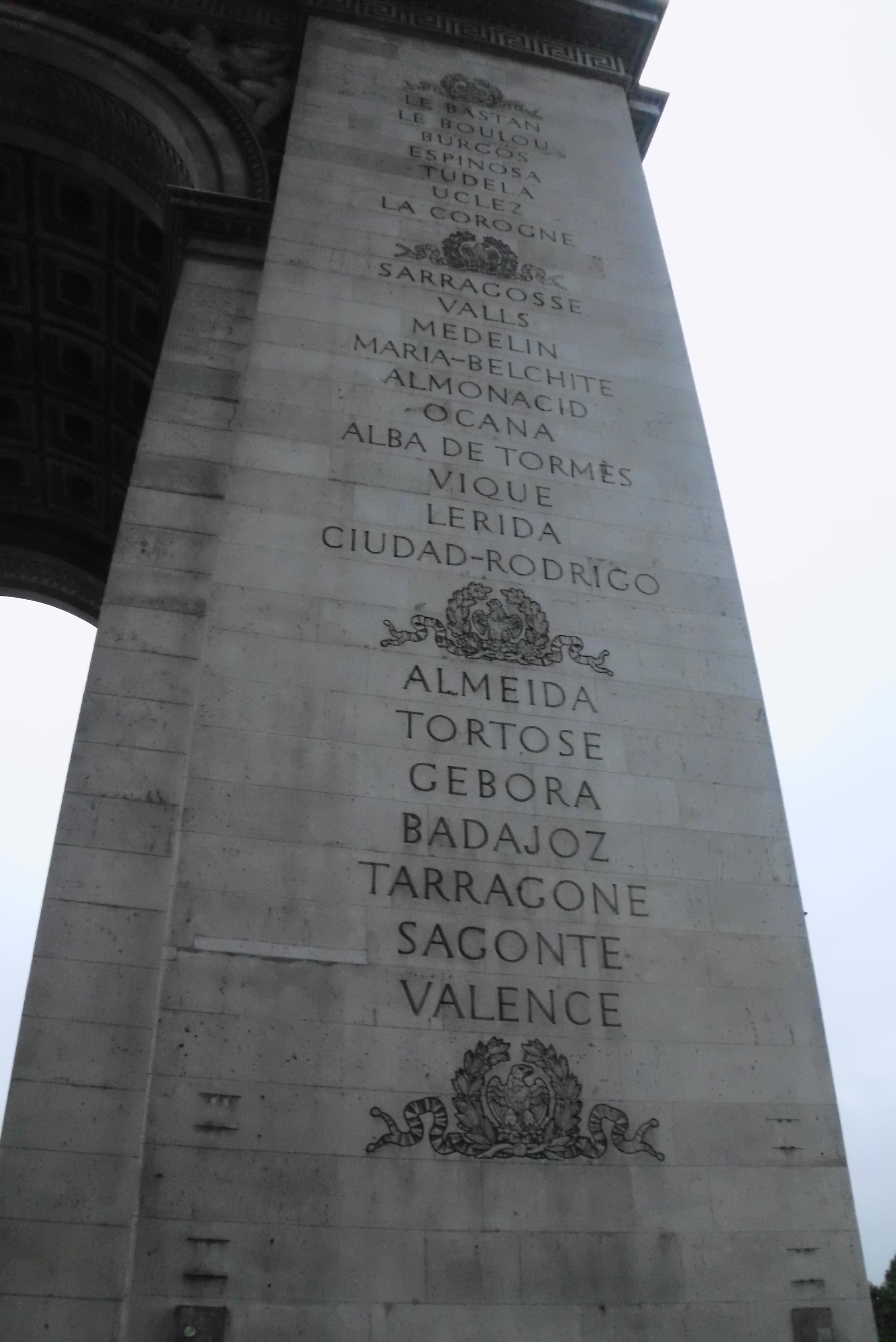
Västra pelaren.

|  | Norra pelaren |  | Östra pelaren |  | Södra pelaren |  | Västra pelaren |  |
|  | ------------- |  | ------------- |  | ------------- |  | -------------- |  |
|  | •             |  | •             |  | •             |  | •              |  |
|  | LILLE         |  | WERTINGEN     |  | LOANO         |  | LE BASTAN      |  |
|  | HONDSCHOOTTE  |  | GUNTZBOURG    |  | MILLESIMO     |  | LE BOULOU      |  |
|  | WATTIGNIES    |  | ELCHINGEN     |  | DEGO          |  | BURGOS         |  |
|  | ARLON         |  | DIERNSTEIN    |  | MONDOVI       |  | ESPINOSA       |  |
|  | COURTRAI      |  | HOLLABRUNN    |  | ROVEREDO      |  | TUDELA         |  |
|  | TOURCOING     |  | SAALFELD      |  | BASSANO       |  | UCLEZ          |  |
|  | WEISSEMBOURG  |  | HALLE         |  | ST GEORGES    |  | LA COROGNE     |  |
|  | •             |  | •             |  | •             |  | •              |  |
|  | MAESTRICHT    |  | PRENTZLOW     |  | MANTOUE       |  | SARRAGOSSE     |  |
|  | ALDENHOVEN    |  | LUBECK        |  | TAGLIAMENTO   |  | VALLS          |  |
|  | LANDAU        |  | PULTUSK       |  | SEDIMAN       |  | MEDELLIN       |  |
|  | NEUWIED       |  | EYLAU         |  | MONT THABOR   |  | MARIA-BELCHITE |  |
|  | RASTADT       |  | OSTROLENKA    |  | CHEBREISSE    |  | ALMONACID      |  |
|  | ETLINGEN      |  | DANTZIG       |  | BASSIGNANO    |  | OCANA          |  |
|  | NERESHEIM     |  | HEILSBERG     |  | SAN GIULIANO  |  | ALBA DE TORMÈS |  |
|  | BAMBERG       |  | LANDSHUT      |  | DIETIKON      |  | VIQUE          |  |
|  | AMBERG        |  | ECKMULH       |  | MUTTA THAL    |  | LERIDA         |  |
|  | FRIEDBERG     |  | RATISBONNE    |  | GENES         |  | CIUDAD⁠-⁠RODRIGO |  |
|  | •             |  | •             |  | •             |  | •              |  |
|  | BIBERACH      |  | RAAB          |  | LE VAR        |  | ALMEIDA        |  |
|  | ALTENKIRCHEN  |  | MOHILEW       |  | MONTEBELLO    |  | TORTOSE        |  |
|  | SCHLIENGEN    |  | SMOLENSKO     |  | LE MINCIO     |  | GEBORA         |  |
|  | KEHL          |  | VALONTINA     |  | CALDIERO      |  | BADAJOZ        |  |
|  | ENGEN         |  | POLOTZK       |  | CASTEL FRANCO |  | TARRAGONE      |  |
|  | MOESKIRCH     |  | KRASNOÉ       |  | RAGUSE        |  | SAGONTE        |  |
|  | HOCHSTETT     |  | WURSCHEN      |  | GAETE         |  | VALENCE        |  |
|  | •             |  | •             |  | •             |  | •              |  |

## Små valven

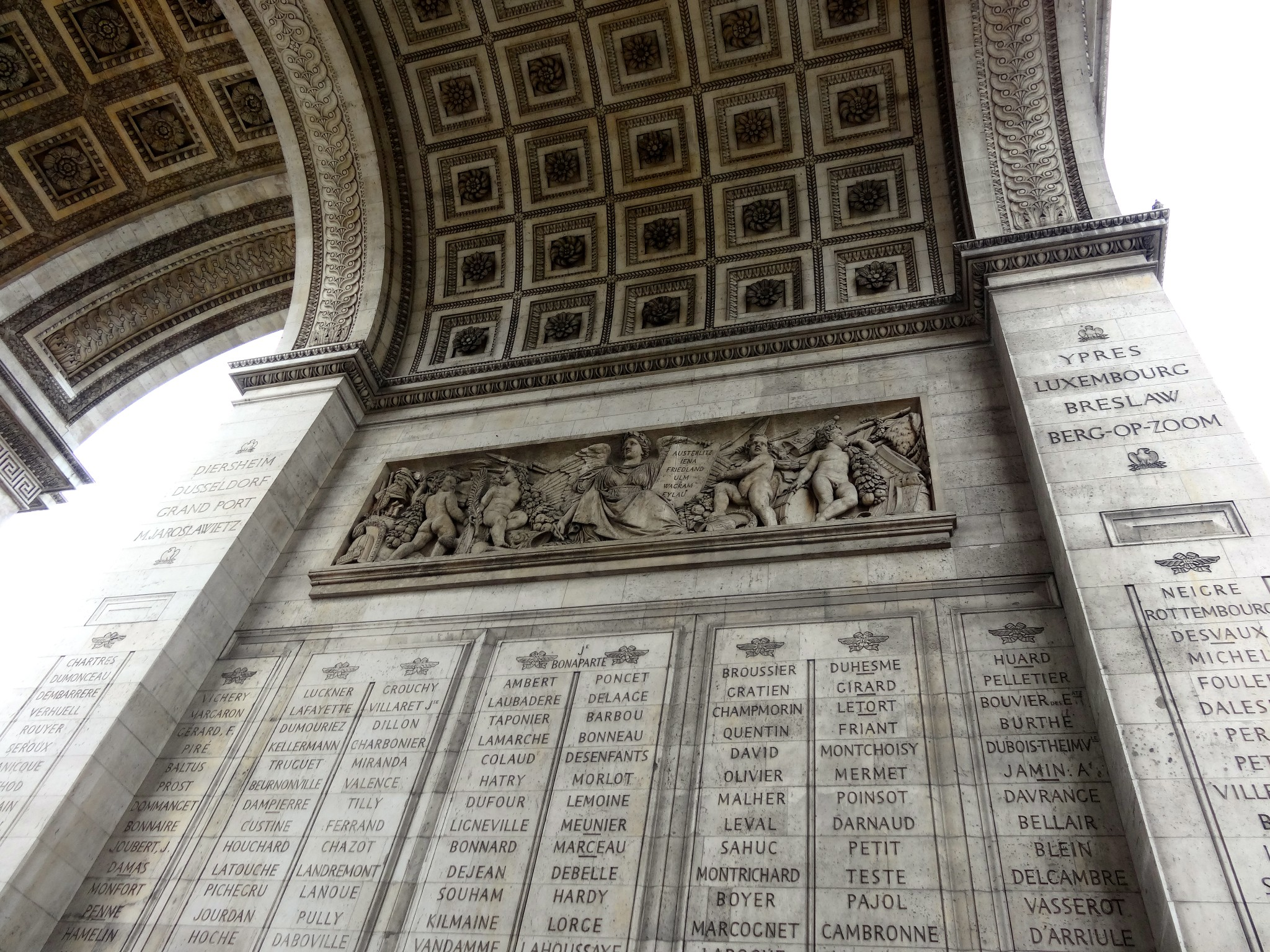
Norra pelaren.
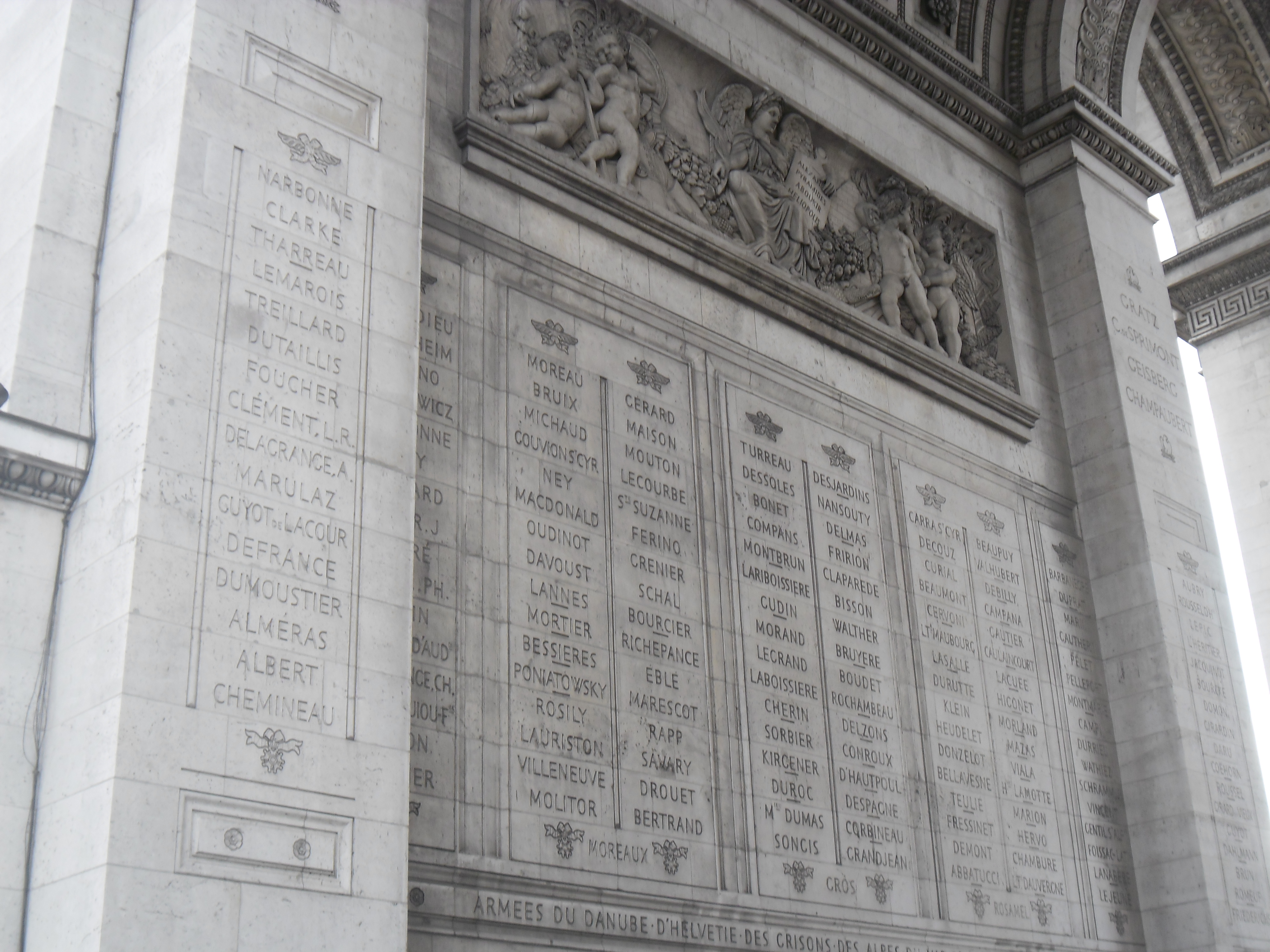
Östra pelaren.
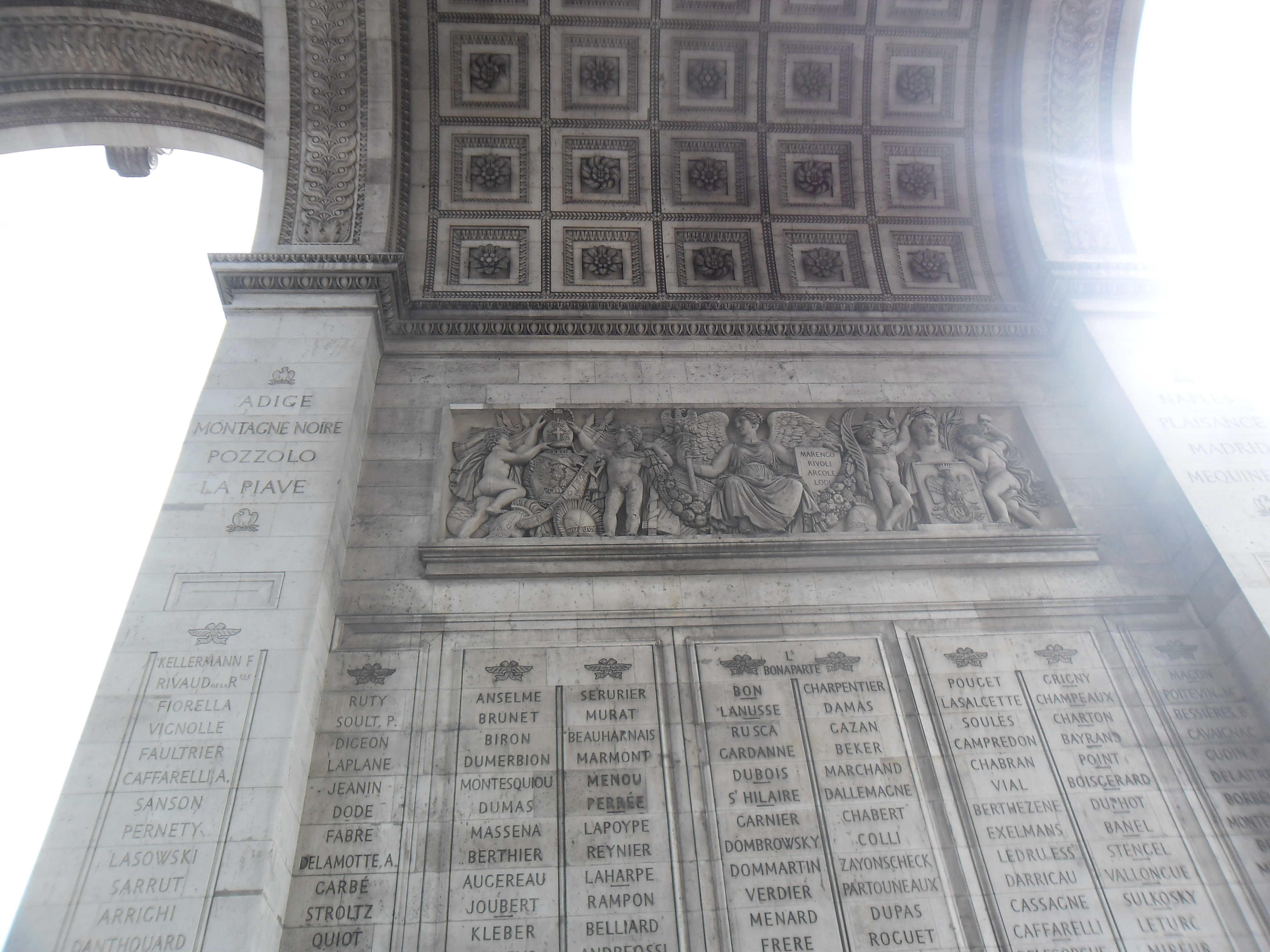
Södra pelaren.
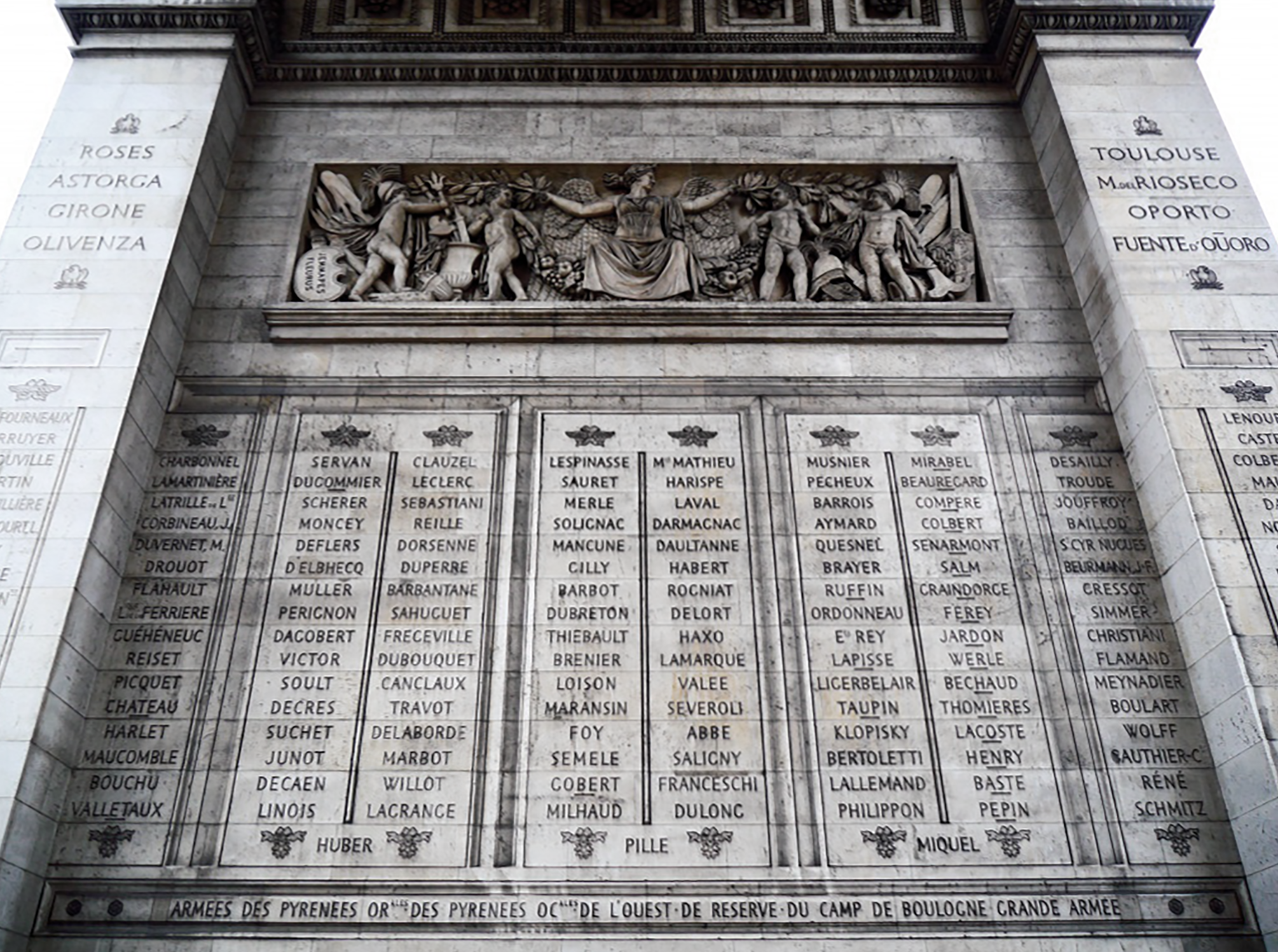
Västra pelaren.

|  | Norra pelaren  |  | Östra pelaren  |  | Södra pelaren  |  | Västra pelaren |  |
|  | -------------- |  | -------------- |  | -------------- |  | -------------- |  |
|  | •              |  | •              |  | •              |  | •              |  |
|  | Vänster kolumn |  | Vänster kolumn |  | Vänster kolumn |  | Vänster kolumn |  |
|  | DIERSHEIM      |  | JAFFA          |  | ADIGE          |  | ROSES          |  |
|  | DUSSELDORF     |  | PESCHIERA      |  | MONTAGNE NOIRE |  | ASTORGA        |  |
|  | GRAND PORT     |  | CAIRE          |  | POZZOLO        |  | GIRONE         |  |
|  | M.JAROSLAWIETZ |  | CAPRÉE         |  | LA PIAVE       |  | OLIVENZA       |  |
|  | •              |  | •              |  | •              |  | •              |  |
|  | Höger kolumn   |  | Höger kolumn   |  | Höger kolumn   |  | Höger kolumn   |  |
|  | YPRES          |  | GRATZ          |  | NAPLES         |  | TOULOUSE       |  |
|  | LUXEMBOURG     |  | C. DE SPRIMONT |  | PLAISANCE      |  | M. DEL RIOSECO |  |
|  | BRESLAW        |  | GEISBERG       |  | MADRID         |  | OPORTO         |  |
|  | BERG⁠-⁠OP⁠-⁠ZOOM   |  | CHAMPAUBERT    |  | MEQUINENZA     |  | FUENTE D'OŨORO |  |
|  | •              |  | •              |  | •              |  | •              |  |

## Attikan

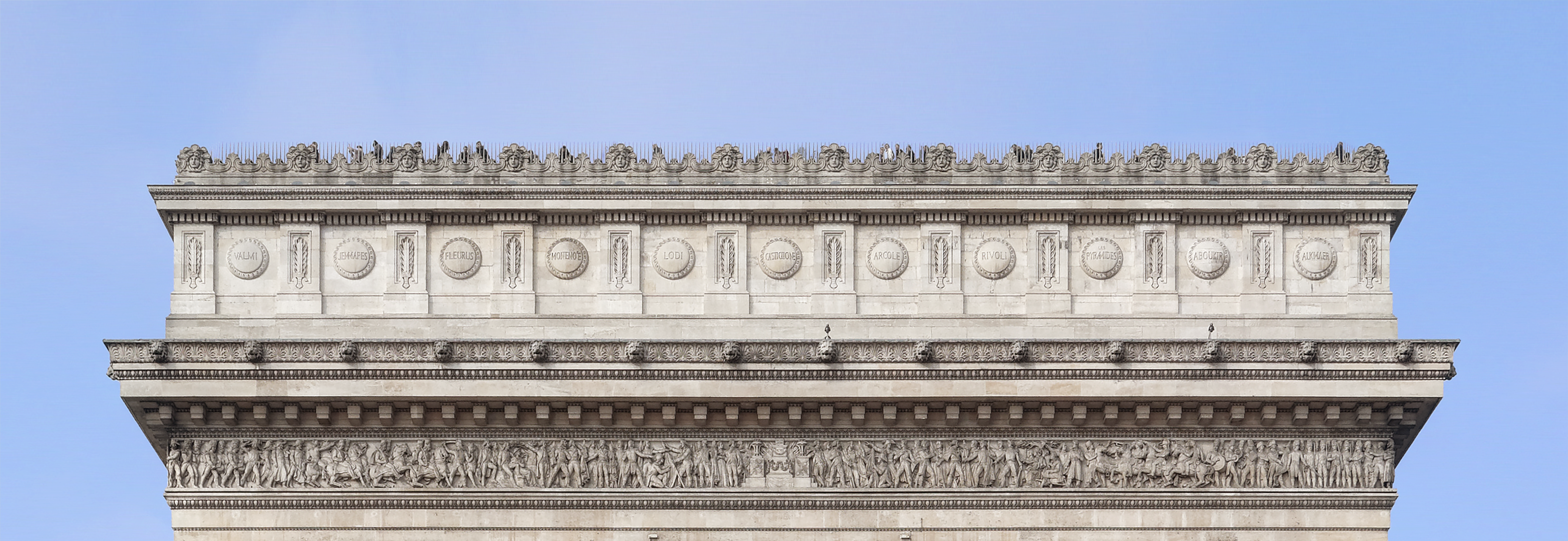
Avenue des Champs-Élysées.
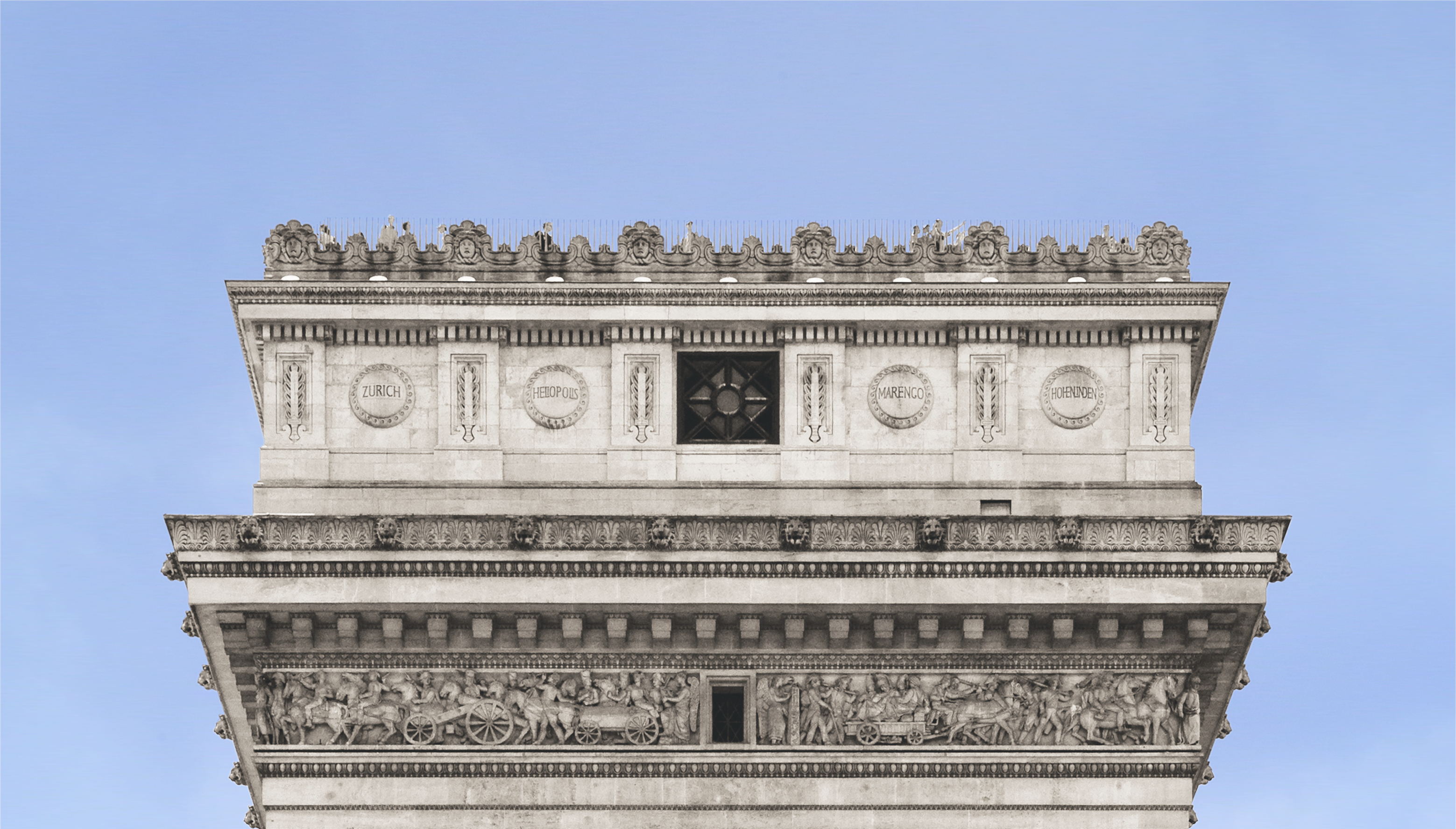
Avenue de Wagram.
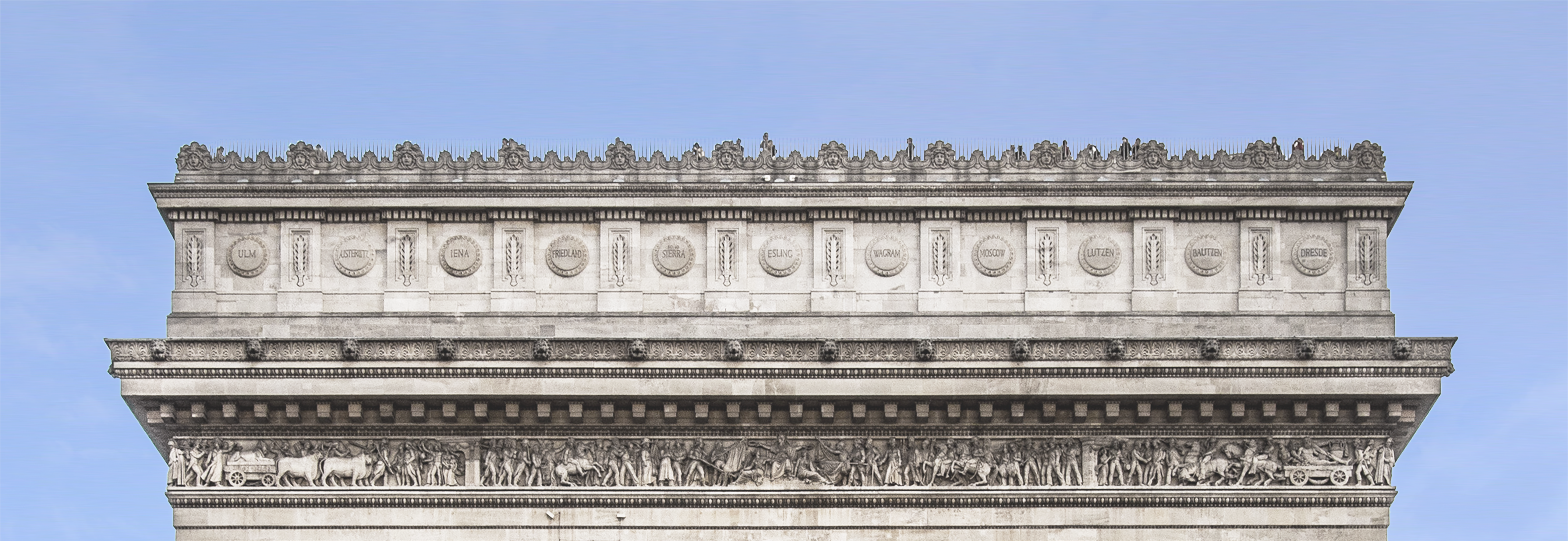
Avenue de la Grande Armée.
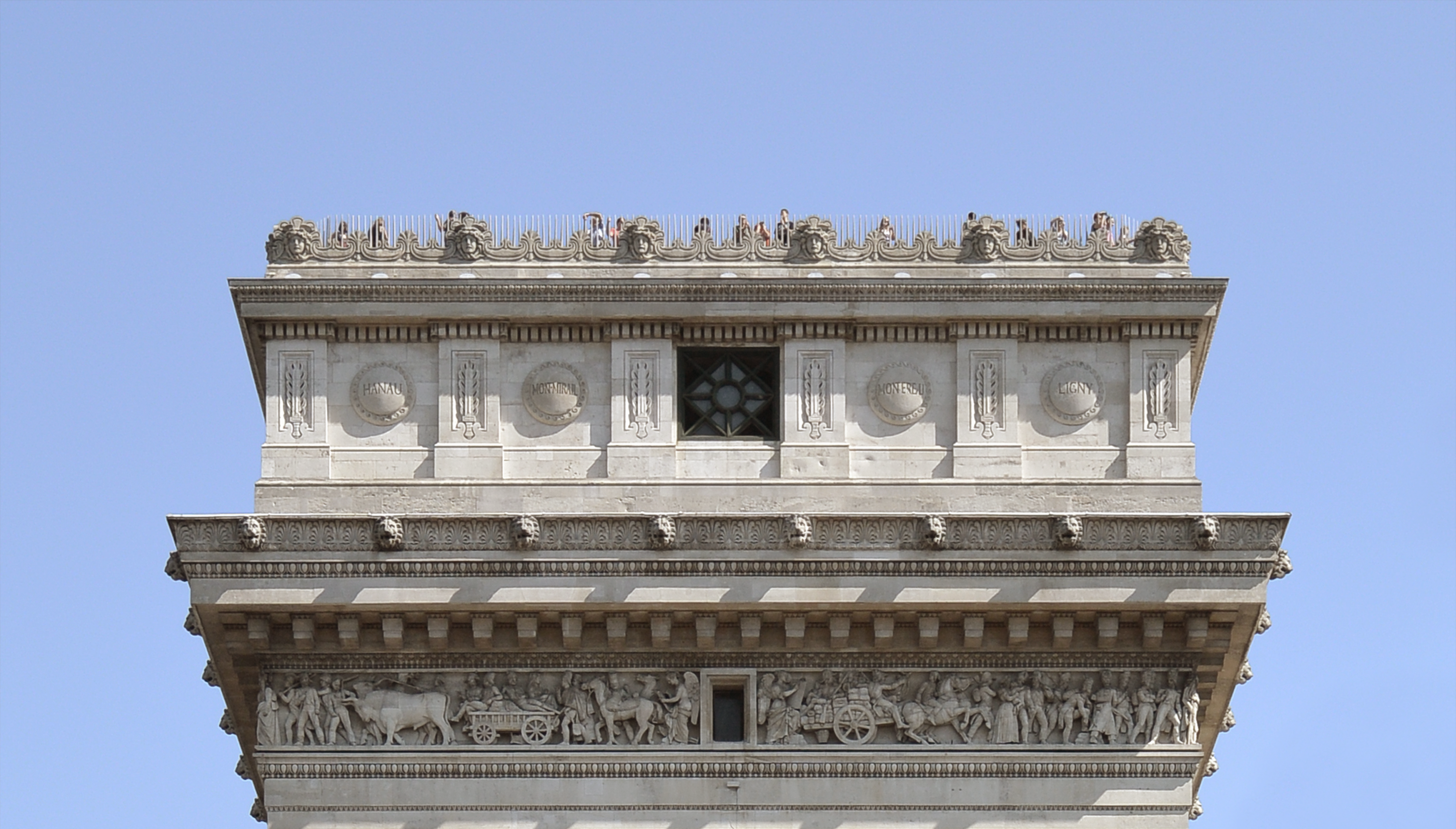
Avenue Kléber.

|  | Avenue des Champs⁠-⁠Élysées |  |
|  | --- |  |
|  | VALMY ・ JEMMAPES ・ FLEURUS ・ MONTENOTTE ・ LODI ・ CASTIGLIONE ・ ARCOLE ・ RIVOLI ・ LES PYRAMIDES ・ ABOUKIR ・ ALKMAER |  |
|  | • |  |
|  | Avenue de Wagram |  |
|  | ZURICH ・ HELIOPOLIS ・ MARENGO ・ HOHENLINDEN                                                                               |  |
|  | • |  |
|  | Avenue de la Grande Armée |  |
|  | ULM ・ AUSTERLITZ ・ IENA ・ FRIEDLAND ・ SOMO SIERRA ・ ESLING ・ WAGRAM ・ MOSKOWA ・ LUTZEN ・ BAUTZEN ・ DRESDE          |  |
|  | • |  |
|  | Avenue Kléber |  |
|  | HANAU ・ MONTMIRAIL ・ MONTEREAU ・ LIGNY                                                                                    |  |
|  | • |  |